# ニュージーランド大学
ニュージーランド大学 （ニュージーランドだいがく、英語: The University of New Zealand 、略称：UNZ）は、1870年から1961年までニュージーランド全国に設置された大学および大学群の総称。正式名称は「連邦ニュージーランド大学」。1870年に設置され、1961年に解体された。

## 歴史
1870年に連邦ニュージーランド大学法が制定され、オックスブリッジをモデルとするカレッジをニュージーランド各地に設置した。連邦ニュージーランド大学法制定後、カンタベリー・カレッジ（1873年）、オタゴ大学（創立は1869年、ニュージーランド大学への加盟は1874年）、カンタベリー農業カレッジ（1878年）、オークランド・カレッジ（1883年）、ヴィクトリア・カレッジ（1897年）、マッセー農業カレッジ（1926年創立、1927年開校）の6校を設置し高等教育機関としての運営を担当した。各カレッジの学位記はニュージーランド大学より授与された。
オタゴ大学は1869年に最初の高等教育機関として創立され、1871年に開校した。連邦ニュージーランド大学法制定前に誕生したニュージーランド唯一の大学であったが、1870年に連邦ニュージーランド大学法が制定されたため、ニュージーランド大学への加盟は1874年になる。この間、オタゴ大学からアレキサンダー・ウィリアムソンに文学士の学位が授与されている。オタゴ大学のみ創立当初から現在の大学名を採用している。　

## ニュージーランド大学解体後
1961年にニュージーランド大学は解体され、6つの高等教育機関はそれぞれ独立した大学運営を行える大学自治権を取得した。学生数の少ないカンタベリー農業カレッジは「リンカーン・カレッジ」へ改称しカンタベリー大学の構成校となった（詳しくはリンカーン大学の項目を参照）。
1964年にワイカト大学が新設され、2000年にはニュージーランドで8校目の大学としてオークランド工科大学（旧・オークランド工科校、ポリテクニックから昇格）が新設された。

## ニュージーランド大学の歴史
- 1869年 -  オタゴ大学創立（1871年開校、創立当初よりカレッジの名称を使用せず）。
- 1870年 -  連邦ニュージーランド大学法制定。評議委員会がウェリントンに設置される。
- 1873年 -  カンタベリー・カレッジ創立 （現在のカンタベリー大学）
- 1878年 -  カンタベリー農業カレッジ創立 （現在のリンカーン大学）
- 1883年 -  オークランド・カレッジ創設 （現在のオークランド大学）
- 1897年 -  ヴィクトリア・カレッジ創設 （現在のヴィクトリア大学ウェリントン）
- 1926年 -  マッセー農業カレッジ創設 （現在のマッセー大学）
- 1961年 -  連邦ニュージーランド大学が解体